# 山吐雲
山 吐雲（さん とうん、生没年不詳）とは、江戸時代の浮世絵師。

## 来歴
俗名不明、山吐雲と号す。師系も明らかではないが、画風は鳥居清長風とされる。天明のころに錦絵の美人画を数点描いている。

## 作品
- 「四季之句合」　中判錦絵　中右瑛コレクション
- 「橋の上」　大判錦絵